# اکیاکا، کارس
اکیاکا، کارس (به لاتین: Akyaka, Kars) یک سکونتگاه مسکونی در ترکیه است که در استان قارص واقع شده‌است.